# Virgen de Covadonga
La Virgen de Covadonga, conocida popularmente como La Santina, es una imagen de la Virgen María que se encuentra en la Santa Cueva de Covadonga, concejo de Cangas de Onís, en el Principado de Asturias (España). Es Patrona del Principado de Asturias desde 1968, si bien comparte el patronazgo con la mártir Santa Eulalia de Mérida que lo es 1639, siendo también patrona de Oviedo y de su diócesis desde 1630.
En el siglo XII se tallaron dos imágenes gemelas de la Virgen de Covadonga que acabaron una en el Monasterio de San Juan de la Hoz de Cillaperlata y otra en el Monasterio de Covadonga en Asturias, donde se conservaron durante siglos. Pero en el año 1777 un devastador incendio destruyó por completo el interior de la Santa Cueva Asturiana y la talla de la Virgen de Covadonga se quemó, desapareciendo para siempre. A partir de esa fecha, la talla más antigua de la Virgen de Covadonga es la que se encuentra en la iglesia de Nuestra Señora de Covadonga de Cillaperlata. La imagen de la Santa Cueva fue sustituida por otra de gran belleza. Es la patrona de Asturias y una de las Patronas de las comunidades autónomas de España. La cueva es un importante centro de peregrinación mariana en España. 
Según la tradición, la Virgen ayudó a los cristianos capitaneados por Don Pelayo, provocando un desprendimiento de rocas en la conocida como batalla de Covadonga, que diezmó el ejército árabe. Esta victoria es legendariamente considerada como el inicio de la Reconquista y la reinstauración de los reyes cristianos en la Península.

## La imagen de la Virgen de Covadonga

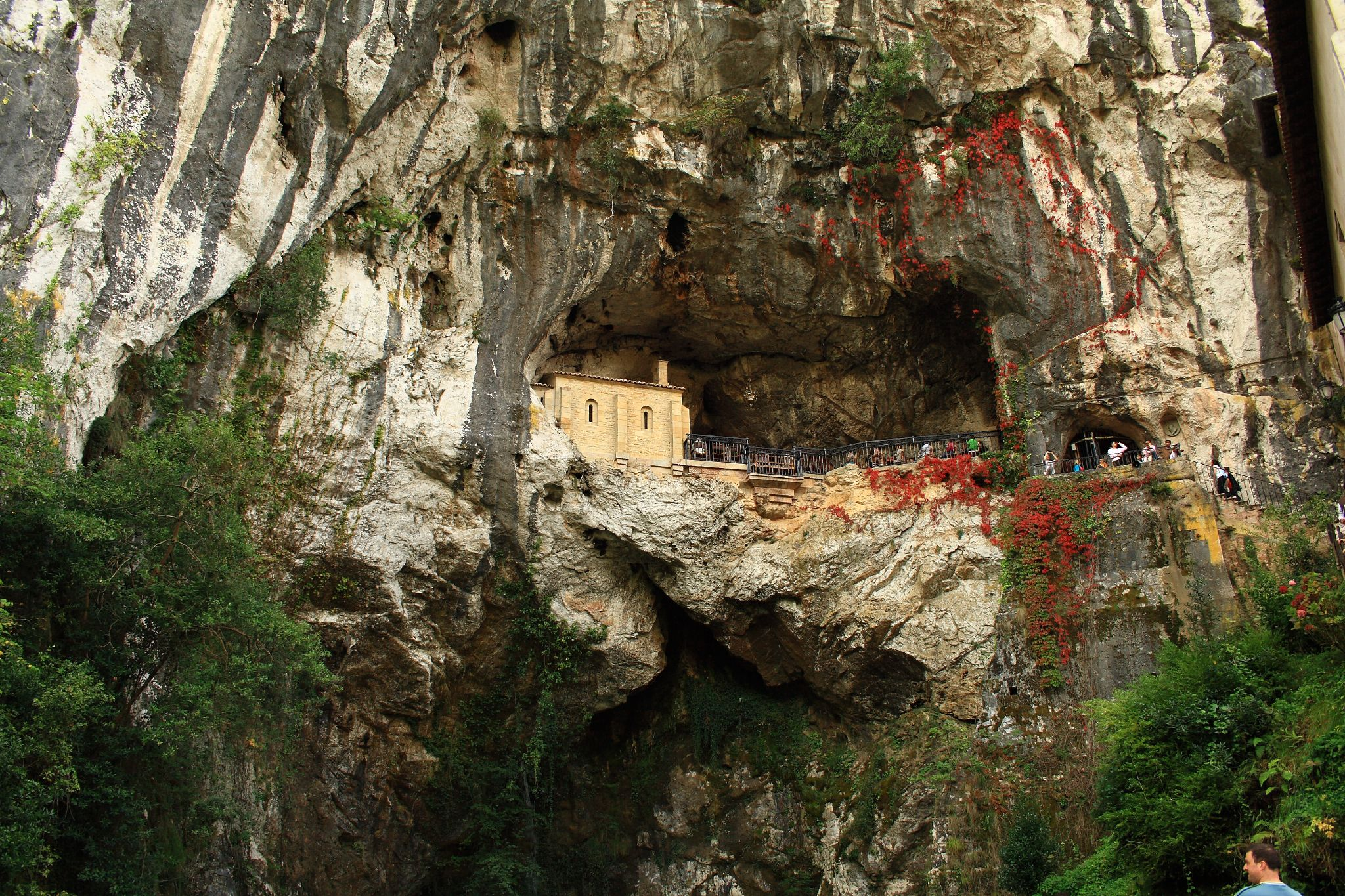
Santa Cueva

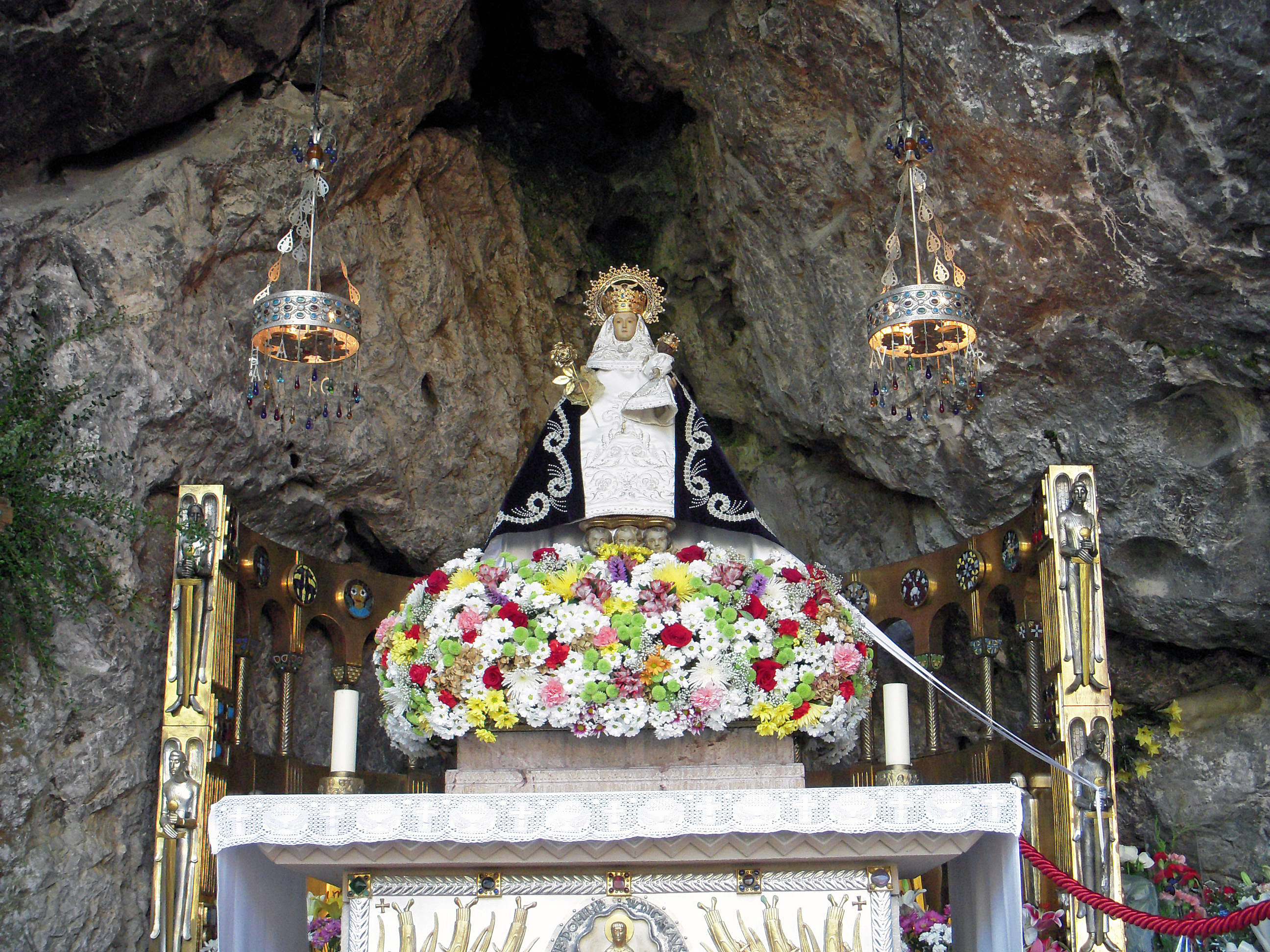
La Santina en el interior de la gruta

La primera copia de la imagen primitiva de Cillaperlata (Burgos)  se perdió en un incendio en 1777, obligando a crear la actual copia de la virgen, fechada en el siglo XIV. La actual talla data del siglo XVI y fue donada al Santuario por la Catedral de Oviedo en 1778. Hasta entonces esa talla se veneraba en la Catedral ovetense.  No obstante ésta se encuentra guardada y la expuesta en la cueva es una réplica exacta de 1970 en madera y poliéster, evitando así el deterioro de la talla original pues la cueva está a la intemperie. 
Es una talla policromada cuyo aspecto actual es fruto de una remodelación de 1874 realizada por el valenciano Antonio Gasch. Se encuentra cubierta de vestiduras y manto aunque fue concebida para mostrarse sin el ropaje y el manto está pintado sobre la madera en un color azul verdoso adornado con flores rojas. La capa es de color rojizo con los bordes dorados, así como el cinturón y los bajos del faldón tallados en la escultura. La Virgen sostiene al Niño Jesús en su mano izquierda (colocado en 1704) y en la derecha sujeta una rosa de oro. Sobre su cabeza, una corona dorada con perlas en sus aristas y brillantes incrustados. Del arco que describe la parte superior de la corona pende una paloma representando al Espíritu Santo, rodeada de un círculo de brillantes. La corona fue encargada al sacerdote asturiano D. Félix Granda Buylla que la realizó en su taller de Madrid, según consta en el Acta de la Coronación canónica de Nuestra Señora de Covadonga en el duodécimo centenario de la batalla en 1918.
El Niño Jesús actual fue colocado en el año 1704, sobre su mano izquierda. A lo largo del tiempo la imagen ha sido objeto de restauraciones y modificaciones. Así, el conjunto fue retocado en 1820; se reajustó en 1874. Tras ser robada y recuperada durante el periodo de la Guerra Civil fue restaurada por el Instituto Nacional de Conservación y Restauración de la Dirección General de Bellas Artes en 1971 y 1986, el cual aconsejó exponer para su veneración una réplica, debido a las condiciones de viento, temperatura y humedad. 
La actual imagen de Covadonga estuvo en la cercana capilla de la Colegiata de San Fernando desde 1778 hasta 1820, en que fue llevada a la Cueva, donde se había habilitado una pequeña capilla para su custodia. 
Fue coronada canónicamente en 1918, coincidiendo con el duodécimo centenario de la histórica batalla de Covadonga. Por este motivo la talla de la Virgen de Covadonga fue una de las primeras imágenes marianas de España en recibir la Coronación canónica, junto a la Virgen de Montserrat (Patrona de Cataluña), la Virgen de Candelaria (Patrona de Canarias), la Virgen de Guadalupe (Patrona de Extremadura) y la Virgen de los Desamparados (Patrona de Valencia), entre otras.
Los días 21 y 22 de agosto de 1989 el papa Juan Pablo II visitó el santuario y rezó y ofició misa en la Santa cueva de Covadonga.
Durante la Guerra Civil ante el riesgo de su destrucción, la imagen de la Santina fue escondida, a instancias de su hija, por el director del hospital militar que se había creado en el hotel Rey Pelayo. Cuando la victoria de los nacionales se veía próxima, la familia huyó  por Santander a Francia llevada a París en 1937, quedando depositada en la Embajada española. Cuando tras el reconocomiento del Gobierno francés las nuevas autoridades se hicieron cargo de ella, el doctor Pedro Abadal la encontró en el desván. Tras comunicar el hallazgo, él mismo trasladó la imagen en su coche cerrado hasta la frontera con España. El 11 de junio de 1939 entraba triunfalmente en España la imagen de la Santina. La ciudad de Irún se disponía a recibirla con una extrema exaltación de religiosidad. El mismo entusiasmo suscitó la Santa Imagen en San Sebastián, Loyola, Mondragón, Vitoria, Valladolid y León. El día 13 llegaba a Asturias entrando por Pajares. Pasó nueve días en la Catedral de Oviedo, visitó Gijón, Avilés y varios pueblos hasta que por fin llegó a Covadonga donde con gran entusiasmo se entronizaría. Fue recibida en el llamado campo del Repelao por el Cabildo de la Colegiata el 6 de agosto, depositándose la imagen de la Virgen en la Santa Cueva de Covadonga a la una y media de la tarde.
La imagen volvió a recorrer Asturias en 1951, con motivo del 50 aniversario de la basílica, y en 2001 con motivo del centenario.

## Himno de la Virgen
Estrofa I (himno por antonomasia)
Bendita la Reina de nuestra montaña,

que tiene por trono la cuna de España

y brilla en la altura más bella que el sol.

Es Madre y es Reina. Venid, peregrinos,

que ante ella se aspiran amores divinos

y en ella está el alma del pueblo español.

Estrofa II
Dios te salve, Reina y Madre

del pueblo que hoy te corona

en los cánticos que entona

te da el alma y el corazón

causa de nuestra alegría, 

vida y esperanza nuestra,

bendice a la Patria y muestra

que sus hijos tuyos son.

Estrofa III
Como la estrella del alba

brilla anunciando la gloria

y es el pórtico la gruta

del templo de nuestra historia.

Ella es el cielo y la fe,

y besa el alma de España

quien llega a besar su pie.

Estrofa IV
Virgen de Covadonga, Virgen gloriosa

flor del cielo que aromas nuestra montaña

tu eres la más amante, la más hermosa,

Reina de los que triunfan, Reina de España.

Nuestros padres sus ojos a ti volvieron

y una patria en tus ojos adivinaron

con tu nombre en sus labios por ti lucharon

con tu amor en las almas por ti vencieron.

## Réplicas
Además de las réplicas mencionadas, existe otra de los años 50 que se encuentra en el Santuario. En varias iglesias asturianas pueden observarse altares con copias de la imagen de Covadonga. En el Lago Enol se encuentra una réplica sumergida a 8 metros de profundidad que es rescatada cada 8 de septiembre. En Trinidad (Filipinas) se venera también a Covadonga. En Madrid se encuentra la parroquia de Covadonga, donde se venera a la virgen y se realiza su festividad el 8 de septiembre. La parroquia fue fundada en 1891 y el actual templo fue finalizado en 1953. En el Hospital Monte Naranco de Oviedo hay una réplica de La Santina, simulando estar una cueva, en un paseo ajardinado en la cara sur del hospital.